# Beta Aquilae
Beta Aquilae (β Aql, Alshain) – gwiazda w gwiazdozbiorze Orła. Jest odległa od Słońca o ok. 45 lat świetlnych.

## Nazwa
Gwiazda ta ma tradycyjną nazwę Alshain, która wywodzi się od perskiego ‏شاهين ترازو‎ šāhin tarāzu, co oznacza „szalę wagi” i odnosiło się dawniej do asteryzmu złożonego z tej gwiazdy, Altaira i Gamma Aquilae, której nazwa własna (Tarazed) pochodzi od drugiej części tego wyrażenia. Grupa robocza Międzynarodowej Unii Astronomicznej do spraw uporządkowania nazewnictwa gwiazd zatwierdziła użycie nazwy Alshain dla określenia tej gwiazdy.

## Charakterystyka
Alshain to żółty podolbrzym należący do typu widmowego G9,5. Ma temperaturę około 5300 K, nieco niższą od temperatury fotosfery Słońca. Jest on 6 razy jaśniejszy i ma promień około 3 razy większy niż promień Słońca. Mając masę o 30% większą niż masa Słońca, jest na dalszym etapie ewolucji niż ono, zakończył syntezę wodoru w hel w jądrze i zaczął zmieniać się w olbrzyma.
Beta Aquilae nie ma znanych planet ani dysku pyłowego, za to jest gwiazdą podwójną. Składnik β Aql B o obserwowanej wielkości gwiazdowej 11,9m jest odległy na niebie o 13,4 sekundy kątowej od podolbrzyma (pomiar z 2015 r.), a w przestrzeni o 175 au. Jest to czerwony karzeł należący do typu M3. W odległości 214,8″ od Beta Aquilae A (pomiar z 2008 r.) widoczna jest też gwiazda o wielkości 11,24m, ale ma ona inny ruch własny i nie jest związana fizycznie z układem.